# ماگیاروسور
ماگیاروسور (نام علمی: Magyarosaurus) نام یک سرده از زیرراسته سوسمارپاشکلان است.